# Мавлютовка
Мавлютовка — упразднённое село в Михайловском районе Алтайского края. Входило в состав Назаровского сельсовета. Упразднено в 1951 г.

## География
Располагалось в 10 км к северо-западу от села Назаровка.

## История
Основано в 1925 году. В 1928 г. выселок Мавлютовка состоял из 68 хозяйств, основное население — татары, башкиры, украинцы. В составе Назаровского сельсовета Михайловского района Славгородского округа Сибирского края. В селе располагалась мечеть. Упразднено в 1951 г., население переселено в село Назаровка.

## Население
| год     | 1928 | 1939 | 1959 |
| ------- | ---- | ---- | ---- |
| человек | 303  | 80   | 5    |

## Инфраструктура
Было развито сельское хозяйство. Действовал колхоз «Верный путь», позже отделение колхоза «Путь к социализму». 